# Джанет Джакми
Джанет Джакми (на английски: Janet Jacme) е американска порнографска актриса. Собственик на продуцентската компания Janet Jacme Enterprises.

## Биография
Джанет Джакми е родена на 22 октомври 1967 г. в град Чикаго, Илинойс. Дебютира като актриса в порнографската индустрия през 1992 г., когато е на 25-годишна възраст. Участва в над 200 филма.
В продължение на две години живее в Атланта, Джорджия, през 2005 година се премества в Лос Анджелис.
През 2006 г. тя става третата чернокожа жена която получава отличието AVN зала на славата, след Джени Пийпър и Хедър Хънтър.
Поставена е на 45-о място в класацията на списание „Комплекс“ – „Топ 50 на най-горещите чернокожи порнозвезди за всички времена“, публикувана през септември 2011 г.